# Vladimir Maksimov
Vladimir Salmanovitj Maksimov (ryska: Владимир Салманович Максимов), född 14 oktober 1945 i Kant, Kirgiziska SSR, eller i Potsdam, Sovjetunionens ockuperade område av Tyskland, är en rysk handbollstränare och före detta handbollsspelare. Sedan 2001 är han tränare för det ryska laget GK Tjechovskije Medvedi. Under många år var han förbundskapten för Rysslands herrlandslag.

## Handbollskarriär

### Spelarkarriär
Maksimov spelade i anfall oftast som högernia, trots att han var och är högerhänt. Han spelade 172 landskamper för Sovjetunionens landslag och gjorde under dessa sammanlagt 690 mål. Han var med i truppen då de vann guld vid OS 1976 i Montréal.

### Tränarkarriär
Maksimov var förbundskapten för det ryska landslaget 1992-2004 och under korta inhopp fram till och med EM 2008 i Norge. Hans framgångar som förbundskapten kan i stort sett bara jämföras med Bengt "Bengan" Johanssons med Sverige och Claude Onestas med Frankrike. Maksimov och Onesta är de enda som vunnit OS, VM och EM som förbundskapten.
Maksimov är huvudtränare för det ryska klubblaget GK Tjechovskije Medvedi sedan 2001.

## Meriter

### Som tränare
- OS-guld: 2000
- VM-guld: 1993, 1997
- EM-guld: 1996, 2000